# Haplochromis ishmaeli
Haplochromis ishmaeli (Synonym: Labrochromis ishmaeli) ist eine Buntbarschart, die im ostafrikanischen Victoriasee endemisch vorkommt.

## Merkmale
Haplochromis ishmaeli hat eine typische Haplochromis-Gestalt mit einem bulligen Kopf und einem großen Maul. Die Fische erreichen Gesamtlängen von bis zu 16 cm, bei einer maximalen Standardlänge von 13,5 cm. Männchen haben einen gelblichgrünen Rücken, gelbliche Körperseiten und einen grauweißlichen Bauch. Die Rückenflosse ist gelblichgrün wie der Rücken und mit rötlichen Punkten oder Streifen gemustert; der obere Rand der Rückenflosse ist schwärzlich. Schwanz- und Afterflosse sind grünlichgrau. Auf der Afterflosse sitzen drei bis fünf mittelgroße Eiflecke. Weibchen sind messingfarben und zeigen einen nicht sehr deutlich ausgeprägten Mittelstreifen, der über der Afterflosse unterbrochen ist.

## Lebensweise
Haplochromis ishmaeli lebt küstennah über weichen, schlammigen Böden. Er ernährt sich vor allem von Wasserschnecken, daneben in geringem Maß von Insekten und deren Larven. Wie alle Haplochromis-Arten ist er ein Maulbrüter. Zum Ablaichen legen die Männchen tiefe Laichgruben an. Eier und Jungfische behalten die Weibchen für einen Zeitraum von 20 bis 25 Tagen im Maul.

## Systematik
Die Art wurde im Jahr 1906 durch den belgisch-britischen Zoologen George Albert Boulenger erstmals wissenschaftlich beschrieben und nach George Ishmaël, einem Dolmetscher der Polizei von Entebbe in Uganda, benannt. Der britische Ichthyologe Peter Humphry Greenwood machte die Art im Jahr 1980 zur Typusart, der von ihm eingeführten Gattung Labrochromis (Gr.: „Labrum“ – „Lippe“), zu der auch Haplochromis humilior, H. mylergates, H. mylodon, H. pallidus, H. pharyngomylus, H. placodus, H. ptistes und H. teegelaari gehörten. Es zeigte sich jedoch, dass sich Labrochromis durch Merkmalsüberlappungen nicht deutlich von Gaurochromis unterscheiden lässt und die Arten der von Greenwood neu eingeführten Gattungen wurden wieder in die Gattung Haplochromis gestellt.

## Gefährdung
Die IUCN ordnet die Art als vom Aussterben bedroht („Critically Endangered“) oder möglicherweise schon ausgestorben ein. Der Bestand ging dramatisch zurück, nachdem der Nilbarsch (Lates niloticus), ein sehr großer Raubfisch, in den Victoriasee eingesetzt wurde. Eine kleine Aquarienpopulation existiert noch.